# Veenmos
Veenmos (botanische naam: Sphagnum) is een geslacht van bladmossen uit de familie Sphagnaceae met meer dan honderd verschillende soorten.

## Groei en eigenschappen
Veenmos groeit in het veen, dat boven het water uit komt. Het groeit aan de bovenkant bovenop de eigen afgestorven restanten. Zodoende vormt het een belangrijk onderdeel van het hoogveen. Veenmos kan andere planten, zelfs bomen, verstikken. Resten van verstikte bomen worden 'veenstobben' of 'kienhout' genoemd.
Sommige veenmossoorten kunnen twintig keer hun drooggewicht aan water opnemen in de cellen, waardoor het erg geschikt is als structuurverbeteraar in grond, bijvoorbeeld zandgrond en kleigrond. Veenmos neemt mineralen als calcium en magnesium op en geeft waterstofionen af en kan daardoor de bodem verzuren. Deze eigenschap heeft er onder anaerobe omstandigheden toe bijgedragen dat de zogenaamde veenlijken (overblijfselen van prehistorische menselijke lichamen) zo goed bewaard zijn gebleven. Een goed voorbeeld daarvan is het meisje van Yde.

## Gebruik
Veenmos is bekend onder de naam "sp(h)agnum" voor het gebruik in decoratieve bloemstukjes. Ook wordt veenmos vanwege de sterk wateropnemende eigenschappen gebruikt in de vorm van turfstrooisel om de structuur van de bodem te verbeteren en als substraat voor huisdieren die in vochtige omstandigheden moeten worden gehouden, zoals amfibieën. In sommige streken wordt veenmos gebruikt als isolatiemateriaal, bijvoorbeeld om kieren in blokhutten te dichten.
Tijdens de Eerste Wereldoorlog werd Sphagnum gebruikt om verwondingen te behandelen. De oorspronkelijke aanleiding voor het onderzoek naar het gebruik van veenmos op deze manier was een tekort aan katoen. Het vochthoudende vermogen van veenmos is twee keer zo groot als dat van katoen. Ook heeft het een antiseptische werking die zeer gunstig was in deze rol.
In de tuinbouw wordt verwerkt veenmos gebruikt als een hernieuwbare grondstof in substraten en potgrond om niet-hernieuwbare grondstoffen zoals veen te vervangen. In tegenstelling tot andere veenvervangers heeft Sphagnum in deze vorm eigenschappen die vergelijkbaar zijn met veen. Veenmos kan in Finland elke 30 jaar worden geoogst zonder dat dit een negatief effect heeft op het milieu. Het totale oppervlak dat in Finland geschikt is voor het verzamelen van veenmos is 300.000 hectare.

## Taxonomie
Het geslacht telt naargelang de bron 150 tot 350 soorten. In Europa komen ongeveer 40 soorten voor. De typesoort is Sphagnum palustre (gewoon veenmos).
In Nederland komen de volgende soorten voor:
- Sphagnum affine Renauld & Cardot  (1885) (kamveenmos)
- Sphagnum angustifolium (Warnst.) C.E.O. Jensen  (1896) (smalbladig veenmos)
- Sphagnum balticum  (Russow) C.E.O. Jensen  (1890) (baltisch veenmos)
- Sphagnum capillifolium (Ehrh.) Hedw.  (1782) (stijf veenmos)
- Sphagnum centrale C.E.O. Jensen (1896) (broekbosveenmos)
- Sphagnum compactum Lam. & DC.  (1805) (kussentjesveenmos)
- Sphagnum contortum Schultz  (1819) (trilveenveenmos)
- Sphagnum cuspidatum Ehrh. ex Hoffm. (1796) (waterveenmos)
- Sphagnum denticulatum Bridel (1826) (geoord veenmos)
- Sphagnum divinum Flatberg & Hassel (spits hoogveenveenmos)
- Sphagnum fallax (H. Klinggr.) H. Klinggr. (1881) (fraai veenmos)
- Sphagnum fimbriatum Wilson (1847) (gewimperd veenmos)
- Sphagnum flexuosum Dozy & Molk. (1851 (slank veenmos)
- Sphagnum fuscum (Schimp.) H. Klinggr. (1872) (bruin veemos)
- Sphagnum girgensohnii  Russow (1865) (garefeld veenmos)
- Sphagnum magellanicum Brid. (1798) (hoogveen-veenmos)
- Sphagnum majus (Russow) C.E.O. Jensen (1890) (dof veenmos)
- Sphagnum molle Sull. (1846) (week veenmos)
- Sphagnum palustre L. (1753) (gewoon veenmos)
- Sphagnum papillosum Lindb. (1872) (wrattig veenmos)
- Sphagnum platyphyllum (Braithw.) Warnst. (1884) (lepelbladveenmos)
- Sphagnum pulchrum (Braithw.) Warnst.  (1900) (vijfrijig veenmos)
- Sphagnum quinquefarium (Lindb. ex Braithw.) Warnst. (1886) (bosveenmos)
- Sphagnum riparium Ångström (1864) (uitgebeten veenmos)
- Sphagnum rubellum Wilson (1855) (rood veenmos)
- Sphagnum russowii Warnst. (1886) (violet veenmos)
- Sphagnum squarrosum Crome (1803) (haakveenmos)
- Sphagnum subnitens Russow & Warnst. (1888) (glanzend veenmos)
- Sphagnum subsecundum Nees (1819) (moerasveenmos)
- Sphagnum tenellum (Brid.) Bory (1819) (zacht veenmos)
- Sphagnum teres (Schimp.) Ångström (1861) (sparrig veenmos)